# Craugastor rayo
Espèce
Synonymes
- Eleutherodactylus rayo Savage & DeWeese, 1979

Statut de conservation UICN

 DD  : Données insuffisantes
Craugastor rayo est une espèce d'amphibiens de la famille des Craugastoridae.

## Répartition
Cette espèce est endémique du Costa Rica. Elle se rencontre de 1 600 à 1 850 m d'altitude sur la cordillère de Talamanca.

## Publication originale
- Savage & DeWeese, 1979 : A new species of leptodactylid frog, genus Eleutherodactylus from the Cordillera de Talamanca, Costa Rica. Bulletin Southern California Academy of Sciences, vol. 78, no 2, p. 107-115 (texte intégral).